# Igloopol
Igloopol – były kombinat rolno-przemysłowy powstały w 1978 roku na bazie chłodni przemysłowej w Dębicy, pod koniec lat 80. największe przedsiębiorstwo w południowo-wschodniej Polsce, gospodarujące na ponad 80 tysięcy hektarów ziemi i zatrudniające prawie 35 tysięcy pracowników. Dyrektorem kombinatu był Edward Brzostowski. W 1991 roku przedsiębiorstwo zostało zlikwidowane.

## Historia

### Początki
Od 1951 roku istniała chłodnia składowa w Dębicy, a po przyłączeniu na początku lat 70. chłodni w Rzeszowie zostało utworzone Wojewódzkie Przedsiębiorstwo Przemysłu Chłodniczego z siedzibą w Dębicy. Po przeniesieniu Dębicy w 1975 roku do nowo utworzonego województwa tarnowskiego, została zmieniona nazwa na Przedsiębiorstwo Przemysłu Chłodniczego w Dębicy. W latach 1975–1977 do PPCh zostały przyłączone kolejne chłodnie w Tarnowie, Krakowie i Dwikozach oraz gospodarstwo rolne, po upadłej Rolniczej Spółdzielni Produkcyjnej w Pustkowie.

### Rolnictwo
W 1978 roku przyłączono bankrutujący 200 hektarowy PGR w Straszęcinie, w celu prowadzenia hodowli trzody chlewnej na potrzeby przetwórstwa przemysłowego. 1 lipca 1978 roku PPCh zostało przekształcone w Kombinat Przemysłowo-Rolny „Igloopol” w Dębicy. W momencie powstania „Igloopol” liczył 5 chłodni, zakład metalowy i budowlany oraz 233 hektary ziemi. W latach 1980–1983, w celu zapewnienia własnych surowców do przetwórstwa, „Igloopol” utworzył sieć własnych gospodarstw rolnych, poprzez przejęcie gospodarstw po SKR, których było 6 tys. hektarów. W 1980 roku wybudowano gospodarstwo w Borzęcinie. W 1981 roku przejęto PGR w okolicach Sieniawy. W 1982 roku przejęto PGR w Smolniku, wraz z byłymi gospodarstwami Urzędu Rady Ministrów w Tarnawie Niżnej i Wołosatem. W 1982 roku zmieniono nazwę na Kombinat Rolno-Przemysłowy „Igloopol”. W 1984 roku w skład „Igloopolu” wchodziły wielooddziałowe gospodarstwa w Straszęcinie, Borzęcinie (woj. tarnowskie), Woli Batorskiej (woj. krakowskie), Wysokiej Głogowskiej, Dąbrowicy, Wiśniowej (woj. rzeszowskie), Sieniawie (woj. przemyskie), Miejscu Piastowym i Smolniku (woj. krośnieńskie) o powierzchni ponad 20 tys. hektarów ziemi. W 1984 roku do prac przy nawożeniu i ochronie roślin wprowadzono samoloty An-2. W Tarnawie prowadzono hodowlę bydła i owiec.
W latach 1985–1986 w wyniku reorganizacji zmieniono nazwy z Gospodarstw Rolnych z Oddziałami na Zakłady Rolne z Oddziałami. W następnych latach przejmowano kolejne PGR-y z Podkarpacia, Małopolski i Pomorza. W 1985 roku przejęto ZPOW „Pektowin” w Jaśle, PGR-y z okolic Jasła i terenu Beskidu Niskiego oraz PGR w Czarnej. W 1987 roku „Igloopol” przejął PGR-y w Oleszycach, Cieszanowie – Nowym Siole, Horyńcu i Narolu. W 1986 roku na polach pracowało 135 kombajnów zbożowych i 1 tys. ciągników, było 40 tys. hektarów, 18 tys. stanowisk dla bydła, 23 tys. stanowisk dla owiec i hodowano 75 tys. tuczników. Do zabiegów agrotechnicznych wykorzystywano samoloty An-2 i Mi-2. Kolejne PGR-y przejęto w woj. gdańskim (1988) i woj. zielonogórskim (1989), wówczas gospodarowano na 80 tys. hektarów, były plany na zwiększenie powierzchni do 100 tys. hektarów. W 1987 roku prowadzono kontraktację z 24 tys. pobliskimi rolnikami na dostawy surowca.

### Chłodnictwo i przemysł spożywczy
Kombinat posiadając własną bazę surowcową rozwijał przetwórstwo rolno-spożywcze. Chłodnie były budowane w pobliżu zakładów przetwórczych, ale często z powodu rezerw chłodnie stały puste i przynosiły straty, dlatego w 1957 roku chłodnia w Dębicy rozpoczęła produkcję mrożonek, a w latach 60. mrożonych dań gotowych, z surowców zakontraktowanych u rolników. W 1969 roku dyrektorem chłodni składowej w Dębicy został Edward Brzostowski. Następnie inne chłodnie, które przeżywały podobny kryzys, także zostały przyłączone do chłodni w Dębicy. W 1982 roku utworzono zakład wiodący (jednostki produkcyjne). W 1983 roku uruchomiono wytwórnię wód gazowanych i przejęto zakłady mięsne w Pilźnie, a w 1984 roku uruchomiono wydział produkcji lodów. W 1985 roku w skład kombinatu weszły ZPOW „Pektowin” w Jaśle. W 1986 roku utworzono wydział przetwórstwa mięsnego i konserw, a w 1987 roku przejęto ZPOW w Tymbarku i zakłady mięsne w Krakowie. W 1989 roku „Igloopol” przejął zakłady piwowarskie w Zielonej Górze i przystąpił do spółki Wolny obszar celny w Szczecinie.
W Krakowie-Bieżanowie rozpoczęto budowę kompleksu chłodniczo-przetwórczego, a w Jedlińsku pod Radomiem rozpoczęto przygotowania do budowy zakładów produkcji pektyny. Na Wyspie Mieleńskiej (na terenie wolnego obszaru celnego) planowano wybudować zakłady tłuszczowe. Planowano wybudować podziemne chłodnie w Zagórzu i Strzyżowie, ale wszystkie te inwestycje nie doczekały się realizacji z powodu likwidacji kombinatu.

### Przemysł metalowy i budowlany
„Igloopol” jako pierwszy w kraju podjął się produkcji we własnym zakresie automatycznych drzwi chłodniczych. W zakładzie metalowym w Dębicy uruchomiono produkcję nadwozi, przyczep oraz naczep chłodniczych i izotermicznych (na początku produkcja była w kooperacji z WSK Mielec). Produkowano także maszyny rolnicze na potrzeby własnych gospodarstw: przyczepy, kultywatory, brony i głębosze. W ośrodku maszynowym w Przysiekach, koło Jasła produkowano opryskiwacze „Igloopol” na licencji zachodnioniemieckiej firmy „Rau”, a w zakładzie metalowym w Adamówce, produkowano sadzarki do ziemniaków.
Kombinat planował produkcję własnych ciągników rolniczych o średniej mocy „Ferrari-Igloopol”. W 1987 roku prowadzono rozmowy w sprawie powołania polsko-włoskiej spółki, a ciągniki miały być produkowane w zakładzie w Skawinie, jednak wspólne przedsięwzięcie nie doszło do skutku. W 1989 roku przymierzano się do przejęcia części Stoczni Gdańskiej, gdzie planowano produkcję małych ciągników rolniczych i przyczep dla rolników indywidualnych, oraz planowano otworzyć, salon importowanych z zachodu, samochodów i maszyn.
W końcu lat 80. w zakładzie metalowym w Manasterzu rozpoczęto produkcję elektrowni wiatrowych. W 1988 roku przejęto „Fermstal” w Dynowie, a w 1989 roku przejęto fabrykę wentylatorów w Olkuszu. Prowadzono produkcję w kooperacji z WSK Mielec (usterzenia do samolotów An-2 w Pustkowie), elementy pomp wtryskowych do silników „Leyland” (w Kolbuszowej). „Igloopol” na własne potrzeby posiadał zakłady remontowo-budowlane i produkcji materiałów budowlanych. Posiadano cegielnie w Dębicy, Podborzu i Proszowicach, oraz zakład prefabrykacji betonów w Sieniawie, tartaki w Smolniku i Bieszczadach. Produkowano pustaczarki i betoniarki. Budowano domy i bloki mieszkalne dla własnych pracowników. Prowadzono także produkcję odzieży ochronnej dla pracowników w Straszęcinie, wypał węgla drzewnego w Bieszczadach i Beskidzie Niskim. Planowano produkcję papieru toaletowego, który miał być produkowany w Zakładach Rolnych „Igloopolu” w Kolonii-Łaszczówce (ZRP Narol) i Manasterzu (ZRP Sieniawa).

### Handel
KRP „Igloopol” utworzył własne sklepy firmowe, które działały w strukturach domów handlowych i w zakładach rolno-przemysłowo-handlowych. W 1987 roku posiadano 176 sklepów i punktów gastronomicznych. Sklepy te były lepiej zaopatrzone i ogólnie dostępne też dla mieszkańców, gdzie można było kupić niektóre artykuły mięsne poza reglamentacją. W Dębicy był sklep dewizowy „Igloopex”. W 1988 roku utworzono sklep firmowy we Lwowie. Pewna część towarów trafiała na eksport za pośrednictwem Biura Handlu Zagranicznego „Igloopol” w Warszawie.
Utworzono także własną bazę hotelowo-turystyczną. Najpierw powstał hotel w Dębicy, a następnie zaadaptowano na czterogwiazdkowy hotel Opactwo Benedyktynek w Jarosławiu. Rozpoczęto budowę hoteli w Sosnowcu i Radomiu, ale z powodu likwidacji nie zdążono ich ukończyć, planowano budowę hotelu w Rzeszowie. W Czarnej planowano utworzyć ośrodek wypoczynkowy z hotelem, ujeżdżalnią koni, krytym basenem, boiskami sportowymi, kortami tenisowymi i wyciągiem narciarskim. Wszystko to miało być zasilane energią odnawialną z planowanych własnych elektrowni wiatrowych i wodnych oraz kolektorów słonecznych. W Bieżanowie planowano otworzyć centrum handlowe.

### Zaplecze socjalne, kultura i sport
KRP „Igloopol” przy zakładzie wiodącym w Dębicy wybudował osiedle mieszkaniowe z infrastrukturą (bloki-tarasowce, Hotel „Igloopol”, zakładowy Dom Kultury i Nauki „Mors”, Dom Sportu i stadion sportowy). Ze Straszęcina do Dębicy wybudowano linię trolejbusową, planowano także zbudowanie linii trolejbusowej w Krakowie. W 1978 roku przy kombinacie zostało założone Towarzystwo Sportowe „Igloopol” Dębica, które później zostało przemianowane na Ludowy Klub Sportowy Igloopol Dębica, którego drużyna piłkarska w sezonach 1990/1991 i 1991/1992 grała w I lidze polskiej. W Straszęcinie utworzono Ośrodek Sportowo-Wypoczynkowy, a w Iwoniczu-Zdroju Ośrodek Sanatoryjno-Wypoczynkowy „Igloopolu”. Założono Zespół Pieśni i Tańca „Igloopolanie”, a także wydawano zakładową gazetę.
KRP „Igloopol” odbudował zabytkowe obiekty: Pałac w Sieniawie (za staraniem dyrektora ZRP „Igloopol” Sieniawa, Adama Ogorzelskiego), dwór w Straszęcinie, zabytkową karczmę w Zawadzie. Programem odnowy objęto także pałac w Narolu, dwór w Wiśniowej, zamek w Zawadzie. Na terenie „Igloopolu” było 30 obiektów zabytkowych, a specjalistą ds. konserwacji zabytków był Wojciech Sobocki.

### Spółka Akcyjna „Igloopol”
We wrześniu 1988 roku dyrekcja i Rada pracownicza KRP „Igloopol” w Dębicy, po uzyskaniu zgody pracowników złożyła do ministra rolnictwa wniosek o przekształcenie kombinatu w spółkę akcyjną. W kwietniu 1989 roku w sądzie została zarejestrowana spółka pod nazwą Zjednoczone Zakłady Rolne, Przemysłowe i Handlowe „Igloopol” Spółka Akcyjna, jako pierwsza spółka akcyjna w Polsce. 28 czerwca 1989 roku minister rolnictwa Kazimierz Olesiak, podjął decyzję o likwidacji kombinatu, a jego majątek wydzierżawił spółce. Akcje „Igloopolu” otrzymali: skarb państwa (35%), pracownicy „Igloopolu” (15%), Ludowy Klub Sportowy „Igloopol” (15%), PHU „Transakcja” sp. z o.o. w Warszawie (15%), Ludowe Przedsiębiorstwo Spółdzielcze „Piastpol” w Warszawie (10%), Spółdzielnia Mieszkaniowa „Igloopol” w Dębicy (5%), kilka innych instytucji (mniejsze ilości). „Igloopol” stał się pierwszym kapitalistycznym koncernem w Polsce, przygotowanym do nowych realiów gospodarczych.

### Likwidacja „Igloopolu”
Przekształcenie „Igloopolu” w Spółkę Akcyjną spotkało się już w 1988 roku ze stanowczym sprzeciwem Józefa Ślisza, działacza „Solidarności” Rolników Indywidualnych. 23 marca 1990 roku minister rolnictwa Czesław Janicki wypowiedział Spółce „Igloopol” umowę dzierżawy majątku. W maju 1990 roku ministerstwo sprawiedliwości wystąpiło z rewizją nadzwyczajną do Sądu Najwyższego o unieważnienie rejestracji Spółki „Igloopol”. Francuska firma spożywcza zgłosiła propozycję zainwestowania w spółkę utworzoną przez Francuzów, skarb państwa i „Igloopol”. 20 września 1990 roku Sąd Najwyższy uchylił decyzję o rejestracji spółki. 26 września minister rolnictwa Janusz Byliński powołał Tomasza Kwiatkowskiego na likwidatora formalnie nieistniejącego kombinatu. Likwidator Tomasz Kwiatkowski usunął prezesa Edwarda Brzostowskiego, który przed odejściem odwołał się do ministra sprawiedliwości, gdzie uznano działania likwidatora za bezprawne. W kombinacie działały dwie grupy Solidarności: Międzyzakładowa „Solidarność” w Dębicy (dążąca do rozbicia firmy na mniejsze zakłady) i Krajowa Komisja Koordynacyjna „Solidarność” Zjednoczonych Zakładów „Igloopol” (działająca w większości zakładów w Polsce, która dążyła do utrzymania w jedności całej spółki). 3 października 1990 roku odbyło się spotkanie likwidatora z członkami „Solidarności”, którzy byli zwolennikami prezesa Edwarda Brzostowskiego. 8 października 1990 roku powstał komitet protestacyjny, a wskutek tego wiceprzewodniczący Komisji Krajowej NSZZ „Solidarność” Lech Kaczyński rozwiązał „Solidarność” „Igloopolu”, co stało się przyczyną likwidacji firmy.
Podczas trwania konfliktu, 16 zagranicznych firm z Japonii, Holandii, Szwecji, Austrii, USA i Finlandii składało oferty współpracy z „Igloopolem”, ale rząd zablokował te wszystkie propozycje. W listopadzie 1991 roku kolejnym likwidatorem został Zbigniew Białek. W czerwcu 1992 roku majątek KRP „Igloopol” w likwidacji został przekazany do Agencji Własności Rolnej Skarbu Państwa.

## Struktura organizacyjna
Struktura organizacyjna „Igloopolu” w 1989 roku.

### Centrum
- Centrum Zarządzania i Rozwoju „Igloopol” w Straszęcinie.

### Zakłady Przemysłowe
- Zakłady Przemysłowe „Igloopol” w Dębicy – Zakład Spożywczy Dębica; Zakład Metalowy Dębica; Zakład Budowlany Dębica; Cegielnie: Dębica, Podborze; Zakład Mięsny Pilzno.

### Zakłady Rolno-Przemysłowe
- Zakłady Rolno-Przemysłowe „Igloopol” w Dąbrowicy – Zakłady Rolne: Cieplice, Jelna, Kuryłówka, Piskorowice, Przychojec, Rzuchów; Ferma Łazów.
- Zakłady Rolno-Przemysłowe „Igloopol-Fermstal” w Dynowie – Zakłady Rolne: Kotów, Leszczawa, Lipa, Łodzinka, Malawa, Mielnów, Olszany, Piątkowa.
- Zakłady Rolno-Przemysłowe „Igloopol” w Horyńcu – Zakłady Rolne: Dziewięcież, Podemszczyzna, Radruż, Werchrata; Fermy: Niwki Horynieckie, Monasterz, Sołotwina.
- Zakłady Rolno-Przemysłowe „Igloopol-Pektowin” w Jaśle – Zakłady Rolne: Besko, Dukla, Kotań, Miejsce Piastowe, Moderówka, Mszana, Ożenna, Wyszowatka; Zakład Ogrodniczy Gorajowice; Fermy: Bóbrka, Szewnie, Równe, Zawadka Rymanowska, Polany, Żydowskie, Świątkowa, Sieniawa.
- Zakłady Rolno-Przemysłowe „Igloopol” w Krakowie – Chłodnie: Kraków ul. Pana Tadeusza, Kraków ul. Dekerta, Kraków-Bieżanów (w budowie); Zakłady Mięsne Kraków; Zakład Transportu Kraków; Zakład Budowlany Kraków; Zakład Metalowy Skawina; Zakład Mięsny Nowa-Huta; Cegielnia Proszowice; Zakłady Rolne: Bieńkowice, Wola Batorska; Ferma Dziewin.
- Zakłady Rolno-Przemysłowe „Igloopol” w Narolu – Zakłady Rolne: Łaszczówka-Kolonia, Łówcza Nowa, Łówcza Stara; Ferma Huta Stara.
- Zakłady Rolno-Przemysłowe „Igloopol” w Nowym Siole – Zakłady Rolne: Chotylub, Gorajec, Lubliniec Nowy, Lubliniec Stary, Niemstów.
- Zakłady Rolno Przemysłowe „Igloopol” w Oleszycach – Zakłady Rolne: Lubomierz, Stary Dzików, Stare Sioło, Sucha Wola; Suszarnia Zielonek Nowa Grobla.
- Zakłady Rolno-Przemysłowe „Igloopol” w Rzeszowie – Chłodnia Rzeszów; Zakłady Rolne: Pogwizdów, Smolarzyny, Trzeboś, Wysoka Głogowska; Zakład Przemysłowo-Rolny Kolbuszowa; Fermy: Łąka, Krzemienica Raniżów; Zakłady Rolne: Bonarówka, Frysztak, Lutcza, Pstrągowa, Wiśniowa; Fermy: Korzuchów, Kalembina, Wysoka Strzyżowska, Żyznów; Gorzelnia Cieszyna.
- Zakłady Rolno-Przemysłowe „Igloopol” w Sieniawie – Zakłady Rolne: Adamówka, Dobcza, Izabelin, Lipowiec, Manasterz; Zakład Metalowy Adamówka; Fermy: Mołodycz, Wywłoczka.
- Zakłady Rolno-Przemysłowe „Igloopol” w Smolniku – Zakłady Rolne: Czarna, Czarna Dolna, Moczary, Michniowiec, Skorodne, Tarnawa Niżna, Wołosate; Fermy: Lutowiska, Polana, Chrewt, Krywe, Krywka, Nowosielce Kozickie; Wytwórnia Wód Gazowanych Lutowiska.
- Zakłady Rolno-Przemysłowe „Igloopol” w Straszęcinie – Zakłady Rolne: Bobrowa, Pustków, Trzciana, Radomyśl Wielki, Zaborcze, Zawada, Rzemień; Zakład Ogrodniczy Przyborów; Fermy: Kiełków, Ostrów, Zasów, Głobikowa; Zakład Metalowy Straszęcin; Żwirownia Grabiny.
- Zakłady Rolno-Przemysłowe „Igloopol” w Tarnowie – Chłodnia Tarnów; Zakłady Rolne: Borzęcin, Dołęga, Szczurowa, Żabno, Radlna, Radłów, Siedliska; Fermy: Konary, Garbek, Dąbrówka, Burzyn.

### Zakłady Rolno-Przemysłowo-Handlowe
- Zakłady Rolno-Przemysłowo-Handlowe „Igloopol” w Chmielniku.
- Zakłady Rolno-Przemysłowe-Handlowe „Igloopol” w Dwikozach – Chłodnia Dwikozy; Zakłady Rolne: Kurów, Wólka Wojnowska, Ruda Kościelna; Zakład Ogrodniczy Stalowa Wola; Ferma Łysowody; Gorzelnia Zaleszany.
- Zakłady Rolno-Przemysłowo-Handlowe „Igloopol” w Gdańsku – Zakłady Ogrodnicze: Suchy Dwór, Rekowo.
- Zakłady Rolno-Przemysłowo-Handlowe „Igloopol” w Jedlińsku z/s w Radomiu – Zakłady Spożywcze: Radom, Sucha; Zakłady Rolne: Brzóza, Policzna, Starosiedlice; Zakład Metalowy Radom; Zakład Handlu Radom.
- Zakłady Rolniczo-Przemysłowo-Handlowe „Igloopol” w Tychach – Zakłady Ogrodnicze: Tychy, Paczyna, Bory Malinowskie; Zakłady Rolne: Bieruń Nowy, Bieruń Stary, Dziećkowice; Zakład Budowlany Tychy; Zakład Handlu Sosnowiec.
- Zakłady Rolno-Przemysłowo-Handlowe „Igloopol” w Nowym Sączu z/s Tymbarku – Zakłady Mięsne: Nowy Sącz, Zakopane; Zakład Budowlany Limanowa; Zakład Rolny Jodłownik; Fermy: Goduszawa, Janowice, Dobroniów, Lipie, Wolica; Browar Szczyżyc.
- Zakłady Rolno-Przemysłowo-Handlowe „Igloopol” w Warszawie – Zakład Ogrodniczy Reguły.
- Zakłady Rolno-Przemysłowo-Handlowe „Igloopol” w Zielonej Górze – Browary: Zielona Góra, Nowa Sól, Żary; Zakład Budowlany Zielona Góra.

### Zakłady Przemysłowo-Handlowe
- Zakłady Przemysłowo-Handlowe „Igloopol” w Goleszowie – dawna cementownia w Goleszowie
- Zakłady Przemysłowo-Handlowe „Igloopol” w Olkuszu.
- Zakłady Przemysłowo-Handlowe „Igloopol” w Siedlcach.
- Zakłady Transportu i Zaopatrzenia „Igloopol” w Straszęcinie.
- Ośrodek Maszynowy „Igloopol” w Przysiekach.
- Biuro Handlu Zagranicznego „Igloopol” w Warszawie.
- Domy Handlowe „Igloopol” w Dębicy.
- Domy Handlowe „Igloopol” w Jarosławiu (z Zakładem Budowlanym Roźwienica).
- Domy Handlowe „Igloopol” w Katowicach.
- Domy Handlowe „Igloopol” w Rzeszowie.
- Domy Handlowe „Igloopol” w Sanoku.
- Przedsiębiorstwo Inwestycyjne „Igloopol” w Szczecinie.